# Gottfried Edmund Frieß
Gottfried Edmund Frieß OSB (* 1. Oktober 1836 in Waidhofen an der Ybbs; † 18. Jänner 1904 in Seitenstetten) war ein österreichischer Benediktinermönch. Er war Historiker und Lehrer sowie Bibliothekar und Archivar im Stift Seitenstetten.

## Leben
Gottfried Edmund entstammte einer Familie die schon längere Zeit in Waidhofen an der Ybbs ansässig war. Er besuchte das Stiftsgymnasium Kremsmünster und trat am 17. Oktober 1857 als Novize in das Benediktinerkloster Seitenstetten ein. Genau ein Jahr später, am 17. Oktober 1858, legte er die einfachen und am 20. April 1862 die feierlichen Ordensgelübde ab. In Sankt Pölten wurde Frieß am 27. Juli 1862 zum Priester geweiht und konnte wenige Wochen später selbst seine erste Messe abhalten. Er war gleichzeitig als Supplent am Stiftsgymnasium in Seitenstetten tätig.
Von 1862 bis 1867 studierte Frieß als Lehramtskandidat für Geschichte und Geografie an der Universität Wien. Bereits 1866 nahm er eine Stelle als Gymnasiallehrer für Geschichte und Geografie am Seitenstettener Stiftsgymnasium an, die er bis zu seinem Tod ausübte. 1874 wurde er Bibliothekar an der Stiftsbibliothek Seitenstetten und ein Jahr später zum Konservator der k.u.k. Zentralkommission für Kunst und historische Denkmale Niederösterreichs ernannt. 1879 promovierte er zum Dr. phil., noch im gleichen Jahr wurde ihm auch das Amt des Stiftsarchivars im Kloster Seitenstetten übertragen.
1885 bis 1886 berief ihn Papst Leo XIII. nach Rom, wo er an der Herausgabe der Regesten von Papst Clemens V. aus den vatikanischen Archiven mitwirkte. Seit 1868 war Frieß selbst als Autor tätig. Sein umfangreiches Schrifttum umfasst vor allem die Benediktiner Ordensgeschichte, österreichische Geschichte und die Landesgeschichte Niederösterreichs. Die Arbeiten zeichnen sich durch eine umfassende Verwendung von Quellen und deren kritische Bewertung aus. Einige Schriften sind noch heute Standardwerke. Aufsätze publizierte er unter anderem im Archiv für österreichische Geschichte, den Blättern bzw. Jahrbüchern des Vereins für Landeskunde von Niederösterreich, den Programmen des k.k. Obergymnasiums zu Seitenstetten und den Studien und Mitteilungen zur Geschichte des Benediktinerordens und seiner Zweige. Für seine Verdienste erhielt Frieß die goldene Medaille für Kunst und Wissenschaft und das goldene Verdienstkreuz mit Krone. Er war Meister des Freien Deutschen Hochstifts in Frankfurt am Main.
Gottfried Edmund Frieß starb am 18. Jänner  1904, im Alter von 67 Jahren, im Kloster Seitenstetten. Ihm zu Ehren wurde in seiner Geburtsstadt Waidhofen an der Ybbs eine Straße, die Gottfried Frieß-Gasse, benannt.

## Veröffentlichungen (Auswahl)
- Ludwig Ströhmer, Abt zu Seitenstetten. (Nachruf) Waidhofen 1868.
- Studien über das Wirken der Benediktiner in Österreich für Kultur, Wissenschaft und Kunst. (5 Teile) Seitenstetten 1868–1872.
- Geschichte des einstigen Kollegiat-Stifts Ardagger in Niederösterreich. Wien 1871.
- Die Herren von Kuenring. Wien 1873.
- Dietrich der Marschall von Pilichsdorf. Linz 1881.
- Geschichte der oesterreichischen Minoritenprovinz. Wien 1882.
- Herzog Albrecht V. von Österreich und die Husiten. Waidhofen. 1883.
- Die ältesten Totenbücher des Benediktiner-Stifts Admont in Steiermark. Wien 1885.
- Das Nekrologium des Benediktiner-Nonnenstifts der heiligen Erentrudis auf dem Nonnberg zu Salzburg. Wien 1887.
- Die Stadt Waidhofen an der Ybbs im Frieden und im Kampfe. Waidhofen 1892.
- War Paul Rebhun, der erste deutsche Kunstdramatiker, aus Waidhofen an der Ips gebürtig? Wien 1894.